# Figueira Champions Classic 2023
La Figueira Champions Classic 2023, prima edizione della corsa e valevole come prova dell'UCI Europe Tour 2023 categoria 1.1, si svolse il 12 febbraio 2023 su un percorso di 190 km, con partenza da São Pedro e arrivo a Figueira da Foz, in Portogallo. La vittoria fu appannaggio del danese Casper Pedersen, il quale completò il percorso in 4h35'54", alla media di 41,319 km/h, precedendo il belga Rune Herregodts e l'olandese Marijn van den Berg.
Sul traguardo di Figueira da Foz 93 ciclisti, dei 123 partiti da São Pedro, portarono a termine la competizione.

## Squadre e corridori partecipanti
| N.    | Cod. | Squadra                        |
| ----- | ---- | ------------------------------ |
| 1-7   | CDF  | ABTF Betão-Feirense            |
| 11-17 | SOQ  | Soudal Quick-Step              |
| 21-27 | EUS  | Euskaltel-Euskadi              |
| 31-37 | RPB  | Rádio Popular-Paredes-Boav.    |
| 41-47 | EFL  | Efapel Cycling                 |
| 51-57 | DSM  | Team DSM                       |
| 61-67 | ALL  | Aviludo-Louletano-Loulé C.     |
| 71-77 | EFE  | EF Education-EasyPost          |
| 81-87 | TAV  | Tavfer-Ovos Matinados-Mortágua |

| N.      | Cod. | Squadra                    |
| ------- | ---- | -------------------------- |
| 91-97   | GCT  | Glassdrive-Q8-Anicolor     |
| 101-107 | KSU  | Kelly-Simoldes-UDO         |
| 112-116 | Q36  | Q36.5 Pro Cycling Team     |
| 121-127 | CJR  | Caja Rural-Seguros RGA     |
| 131-137 | ADC  | Alpecin-Deceuninck         |
| 141-147 | ICW  | Intermarché-Circus-Wanty   |
| 151-157 | ATF  | AP Hotels & Resorts-Tavira |
| 161-167 | TFS  | Trek-Segafredo             |
| 171-177 | LAA  | Credibom-LA Alumínios-MC   |

## Ordine d'arrivo (Top 10)
| Pos. | Corridore           | Squadra      | Tempo    |
| ---- | ------------------- | ------------ | -------- |
| 1    | Casper Pedersen     | Soudal       | 4h35'54" |
| 2    | Rune Herregodts     | Intermarché  | s.t.     |
| 3    | Marijn van den Berg | EF Education | s.t.     |
| 4    | Rui Costa           | Intermarché  | s.t.     |
| 5    | Natnael Tesfatsion  | Trek         | s.t.     |
| 6    | Kevin Vermaerke     | DSM          | s.t.     |
| 7    | Magnus Cort         | EF Education | s.t.     |
| 8    | Mathias Vacek       | Trek         | s.t.     |
| 9    | Nicola Conci        | Alpecin      | s.t.     |
| 10   | Kobe Goossens       | Intermarché  | s.t.     |